# Новокочубеевский сельский совет (Чутовский район)
Новокочубеевский сельский совет (укр. Новокочубеївська сільська рада) — входит в состав
Чутовского района
Полтавской области
Украины.
Административный центр сельского совета находится в 
с. Новая Кочубеевка.

## Населённые пункты совета
- с. Новая Кочубеевка
- с. Первозвановка
- с. Подгорное